# Karel Vinck
Karel Vinck (* 19. September 1938 in Aalst ) ist ein belgischer Geschäftsmann.

## Leben
Vinck schloss an der Katholieke Universiteit Leuven (Leuven, Belgien) als Master in Electrical and Mechanical Engineering ab. Zudem hat er einen MBA der Cornell University (Ithaca, Vereinigte Staaten).

## Wirken
Karel Vinck begann seine Karriere im Jahr 1971 bei den Eternit-Werken und wurde nach kurzer Zeit geschäftsführender Direktor der italienischen Niederlassung. Ab 1978 nahm er diese Position für das Gesamtunternehmen ein.
Danach war er von 1985 bis 1994 Vorstandsvorsitzender (CEO) bei dem belgischen Metallverarbeiter Bekaert.
1995 arbeitete er für Union Minière, wo er die Umstrukturierung der Firma leitete. Seit dem 17. Oktober 1994 gehörte er dem Board of Directors von Union Minière/Umicore an, von 2002 bis 2009 als dessen Vorsitzender. Er war um 2003 auch Vorsitzender des Board of Directors der belgischen Kupferhütte Cumerio sowie Ehrenvorsitzender der Flämischen Arbeitgebervereinigung (VEV) und Präsident des Flämischen Rates für Wissenschaftspolitik. Zu diesem Zeitpunkt war er außerdem im Aufsichtsrat von Suez-Tractebel, der Tessenderlo Group, der Katholischen Universität Leuven und beim Brüsseler Opernhaus Théâtre Royal de la Monnaie vertreten.
Von 2002 bis Januar 2005 leitete er die Nationale Gesellschaft der Belgischen Eisenbahnen (SNCB). Im Zuge dessen bekleidete er auch das Amt des Präsidenten der Gemeinschaft der Europäischen Bahnen (CER).
Von Juli 2005 bis Dezember 2018 war er Europäischer Koordinator für das European Rail Traffic Management System (ERTMS) bei der Europäischen Kommission. Sein Nachfolger als Koordinator wurde Matthias Ruete.

## Varia
1994 wählten ihn die Leser des Magazins Trends zum Manager des Jahres.
Vinck wurde 2006 zusammen mit anderen Führungskräften von Eternit Italien wegen unfreiwilligen Totschlags in Italien zunächst zu drei Jahren Gefängnis verurteilt, da sie die mit der Arbeit mit Asbest verbundenen Gesundheitsrisiken grob vernachlässigt hatten. Im Jahr 2009 hob das Berufungsgericht von Catania diese Entscheidung auf und sprach ihn in dem Fall frei. Karel Vinck sagte, er sei sich zu diesem Zeitpunkt nicht bewusst gewesen, dass Asbest Krebs verursachen könnte.
Vinck wurde 2012 mit dem European Railway Award ausgezeichnet.